# مالوري سيسيل
مالوري سيسيل (بالإنجليزية: Mallory Cecil)‏ هي لاعب كرة مضرب أمريكية، ولدت في 18 يوليو 1990.

## وصلات خارجية
- مالوري سيسيل على موقع رابطة محترفات التنس (الإنجليزية)
- مالوري سيسيل على موقع الاتحاد الدولي لكرة المضرب (الإنجليزية)
- مالوري سيسيل على موقع إي إس بي إن.كوم (الإنجليزية)